# Xã Torning, Quận Swift, Minnesota
Xã Torning (tiếng Anh: Torning Township) là một xã thuộc quận Swift, tiểu bang Minnesota, Hoa Kỳ. Năm 2010, dân số của xã này là 440 người.